# Allschwil
Allschwil é uma comuna da Suíça, situada no distrito de Arlesheim, no cantão de Basileia-Campo. Tem 8,92 km² de área e sua população em 2018 foi estimada em 21.150 habitantes.